# Municipio de Kernersville
El municipio de Kernersville (en inglés: Kernersville Township) es un municipio ubicado en el  condado de Forsyth en el estado estadounidense de Carolina del Norte. En el año 2000 tenía una población de 26.372 habitantes.

## Geografía
El municipio de Kernersville se encuentra ubicado en las coordenadas 36°7′18.75″N 80°4′35.96″O / 36.1218750, -80.0766556.